# Stèle de Maasara
La stèle de Maasara a été trouvée lors des fouilles de la nécropole de la période dynastique ancienne (dynasties thinites) d'el-Maasara (quartier d'Hélouan, sud d'el-Maadi, au Caire) de l'ancienne capitale Memphis.
Sur cette stèle, on trouve l'inscription de la date d'un titre de trésorier du roi, ainsi qu'une évocation de la reine Ahmès-Néfertari, permettant de l'attribuer au règne d'Ahmôsis Ier.
La stèle est conservée au British Museum.